# 垂直軸定理
在物理學裏，垂直軸定理（也叫“正交轴定理”）可以用來計算一片薄片的轉動慣量。思考一個直角座標系，其中兩個座標軸都包含與平行於此薄片；如果已知此薄片對於這兩個座標軸的轉動慣量，則垂直軸定則可以用來計算薄片對於第三個座標軸的轉動慣量。
假設OXYZ座標系統的 X-軸與 Y-軸都包含與平行於此薄片，而 Z-軸垂直於薄片的面。{\displaystyle I_{X}\,\!} 與 {\displaystyle I_{Y}\,\!} 分別代表薄片對於 X-軸與 Y-軸的轉動慣量．那麼，薄片對於 Z-軸的轉動慣量為
{\displaystyle I_{Z}=I_{X}+I_{Y}\,\!} 。
垂直軸定理、平行軸定理、與伸展定則可以用來計算許多不同形狀的物體的轉動慣量。

## 導引

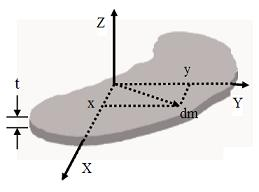
厚度很薄的薄片

任何實際存在的剛體都有厚度；不可能有零厚度的剛體。參考右圖，假設這剛體是一塊很薄的薄片，厚度 {\displaystyle t\,\!} 是均勻的，密度也是均勻的。設定薄片的面與 XY-面共平面。那麼，剛體對於 X-軸、Y-軸、與 Z-軸的轉動慣量分別為
{\displaystyle I_{X}=\int (y^{2}+z^{2})\;dm\,\!} 、
{\displaystyle I_{Y}=\int (x^{2}+z^{2})\;dm\,\!} 、
{\displaystyle I_{Z}=\int (x^{2}+y^{2})\;dm\,\!} 。
由於厚度超小於薄片的面尺寸，我們可以忽略 {\displaystyle z^{2}\,\!} 對於積分的貢獻．因此，
{\displaystyle I_{X}\approx \int y^{2}\;dm\,\!} 、
{\displaystyle I_{Y}\approx \int x^{2}\;dm\,\!} 。
所以，
{\displaystyle I_{Z}=I_{X}+I_{Y}\,\!} 。

## 實例

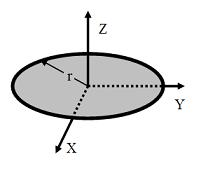
薄圓盤

a) 如右圖，一個半徑為 {\displaystyle r\,\!}，質量為 {\displaystyle m\,\!} 的薄圓盤，對於 Z-軸的轉動慣量為
{\displaystyle I_{Z}={\frac {1}{2}}mr^{2}\,\!} 。
所以，對於X-軸與 Y-軸的轉動慣量是
{\displaystyle I_{X}=I_{Y}={\frac {I_{Z}}{2}}={\frac {1}{4}}mr^{2}\,\!} 。

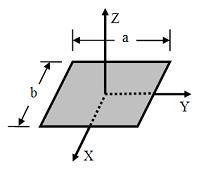
長方形薄片

b) 如右圖，一個尺寸為 {\displaystyle a\times b\,\!}，質量為 {\displaystyle m\,\!} 的長方形薄片,對於 X-軸、Y-軸、與 Z-軸的轉動慣量分別為
{\displaystyle I_{X}={\frac {1}{12}}ma^{2}\,\!} 、
{\displaystyle I_{Y}={\frac {1}{12}}mb^{2}\,\!} 、
{\displaystyle I_{Z}={\frac {1}{12}}m(a^{2}+b^{2})\,\!} 。
很明顯地，
{\displaystyle I_{Z}=I_{X}+I_{Y}\,\!} 。

## 參閱
- 轉動慣量列表
- 平行轴定理